# Альвіньяно
Альвіньяно (італ. Alvignano) — муніципалітет в Італії, у регіоні Кампанія,  провінція Казерта.
Альвіньяно розташоване на відстані близько 170 км на південний схід від Рима, 50 км на північ від Неаполя, 21 км на північ від Казерти.
Населення — 4855 осіб (2014).
Щорічний фестиваль відбувається seconda domenica di липня. Покровитель — san Ferdinando d'Aragona.

## Демографія
Населення за роками:

Станом на 1 січня 2023 року в муніципалітеті офіційно проживали 234 іноземці з 25 країн, серед них 34 громадяни країн Євросоюзу та 12 громадян України.

## Сусідні муніципалітети
- Аліфе
- Каяццо
- Драгоні
- Джоя-Саннітіка
- Лібері
- Рув'яно